# 僕らは まだ/MAGIC CARPET RIDE
『僕らは まだ/MAGIC CARPET RIDE』（ぼくらは まだ/マジック カーペット ライド）は、V6の53枚目のシングル。2021年6月2日にavex traxから発売された。

## 概要
解散発表後初のシングルで、ダブルAサイドシングル。
1つ目の表題曲「僕らは まだ」は、メンバーの井ノ原快彦が主演し、2021年4月16日から放送されたテレビ朝日系ドラマ『特捜9 season4』の主題歌。大人になった自分が少年だったあの頃の自分を見る目線で書かれている。
2つ目の表題曲「MAGIC CARPET RIDE」は、前作「PINEAPPLE」で巧みな言葉選びのセンスを発揮した土岐麻子が作詞した。カップリング曲には新世代ラッパー・Rin音とTaro Ishidaが作詞・作曲した「95 groove」に加え、シンガーソングライター・ReNによる「Heart Beat Groovin'」を収録。
初回盤Aの付属DVDには「僕らは まだ」ミュージックビデオと、ジャケット写真・ミュージックビデオ撮影時のメイキング映像を収録。初回盤Bには49thシングル『Crazy Rays/KEEP GOING』初回盤Bの特典映像でも行った人狼ゲームを「V狼 2021」と題し新たに収録。

## チャート成績
前作『It's my life/PINEAPPLE』の初週10.6万枚を上回る12.6万枚を売り上げ、6月14日付のオリコン週間シングルランキングで初登場1位を獲得。これで、2019年1月28日付の50thシングル『Super Powers/Right Now』から4作連続・通算33作目の1位となった。

## 仕様・特典
仕様
- 初回盤A：トールケース・スリーブ
- 初回盤B：トールケース・スリーブ
- 通常盤初回仕様：スリーブ仕様

特典
- 3形態同時購入特典：オリジナルエコバッグ（コットン素材・W360×H370）
- 初回盤A：形態別シリアル特典A
- 初回盤B：形態別シリアル特典B
- 通常盤初回仕様：形態別シリアル特典C・24Pフォトブック

## 収録曲
クレジット出典

### CD
※「95 groove」以降、通常盤のみ収録。
1. 僕らは まだ [4:44]
作詞・作曲：岩崎慧
編曲：岩崎慧・室屋光一郎
  - 井ノ原快彦主演 テレビ朝日系ドラマ『特捜9 season4』主題歌

ベストアルバム『Very6 BEST』通常盤には、本曲の坂本ソロバージョンが収録されている。
2. MAGIC CARPET RIDE [3:55]
作詞：土岐麻子
作曲・編曲：田尻知之・本澤尚之
3. 95 groove [3:36]
作詞：Rin音
作曲：Taro Ishida・Rin音
編曲：Taro Ishida
V6がグループ活動時に歌った最後の楽曲である。
4. Heart Beat Groovin' [3:55]
作詞・作曲：ReN・Jamil Kazmi
編曲：ReN・Jamil Kazmi・Soma Genda
5. 僕らは まだ（Instrumental）
6. MAGIC CARPET RIDE（Instrumental）
7. 95 groove（Instrumental）
8. Heart Beat Groovin'（Instrumental）

### DVD

#### 初回盤A
1. 「僕らは まだ」Music Video[注 1]
2. Music Video & Jacket Shooting Making

#### 初回盤B
1. V狼 2021